# Richnava (przystanek kolejowy)
Richnava – przystanek kolejowy znajdujący się we wsi Richnava w kraju koszyckim na linii kolejowej nr 180 na Słowacji.